# مجموعات التجارب المقارنة
في التجارب المقارنة مثل التجارب المنضبطة المعشاة تقسم الوحدات التجريبية ضمن مجموعتين أو أكثر، هي:
1. المجموعة المرجعية.[1]
2. مجموعة العلاج، وتكون واحدة أو أكثر.[2]